# Długoprzędka jaskrawa
Długoprzędka jaskrawa (Dolichothele minierum) – gatunek pająka z rodziny ptasznikowatych. Endemit Brazylii.

## Taksonomia
Gatunek ten opisany został po raz pierwszy w 2011 roku przez José P.L. Guadanucciego na łamach „Zootaxa” pod nazwą Oligoxystre rufoniger. Jako lokalizację typową wskazano Itabunę w brazylijskim stanie Bahia. Epitet gatunkowy pochodzi od nazwy stanu Minas Gerais. W 2015 roku Sylvia Marlene Lucas i Rafael Prezzi Indicatti dokonali synonimizacji Oligoxystre z rodzajem Dolichothele, stąd obecna kombinacja.

## Morfologia
Ptasznik o ciele średnich rozmiarów, mocno obrośniętym szczecinkami. Holotypowy samiec ma ciało długości 18,3 mm przy karapaksie długości 6,5 mm i szerokości 5,3 mm, natomiast paratypowa samica ma ciało długości 30,7 mm przy karapaksie długości 10,1 mm i szerokości 8,6 mm. Karapaks jest ciemny, szaro owłosiony, o jamce prostej u samca, a łukowato odgiętej u samicy. Szczękoczułki mają od 9 do 11 zębów. Barwa wargi dolnej, szczęk i sternum jest brązowa. Odnóża są szaro owłosione. Ubarwienie opistosomy (odwłoka) odznacza się łatką pomarańczowych szczecinek w przedniej części strony grzbietowej. Genitalia samicy mają parę długich, znacznie dłuższych niż szerokich spermatek wypuszczających po stronie wewnętrznej oraz na szczycie liczne małe płaty. Nogogłaszczki samca cechują się cymbium o płacie tylno-bocznym niewiele większym niż płat przednio-boczny oraz długim, cienkim, lekko zakrzywionym i pozbawionym kilów bulbusie. Poza tym samiec ma pierwszą parę odnóży o lekko zakrzywionym nadstopiu oraz o haku (ostrodze) goleni z gałęzią tylno-boczną zaopatrzoną w części wierzchołkowej w kolec, a gałęzią przednio-boczną krótszą niż stykający się z nią kolec. 

## Rozprzestrzenienie
Gatunek neotropikalny, południowoamerykański, endemiczny dla Brazylii, znany ze stanów Ceará, Sergipe, Bahia i Minas Gerais. W paśmie górskim Espinhaço występuje sympatrycznie z długoprzędką rudoczarną i długoprzędką diamentową.